# Vilma

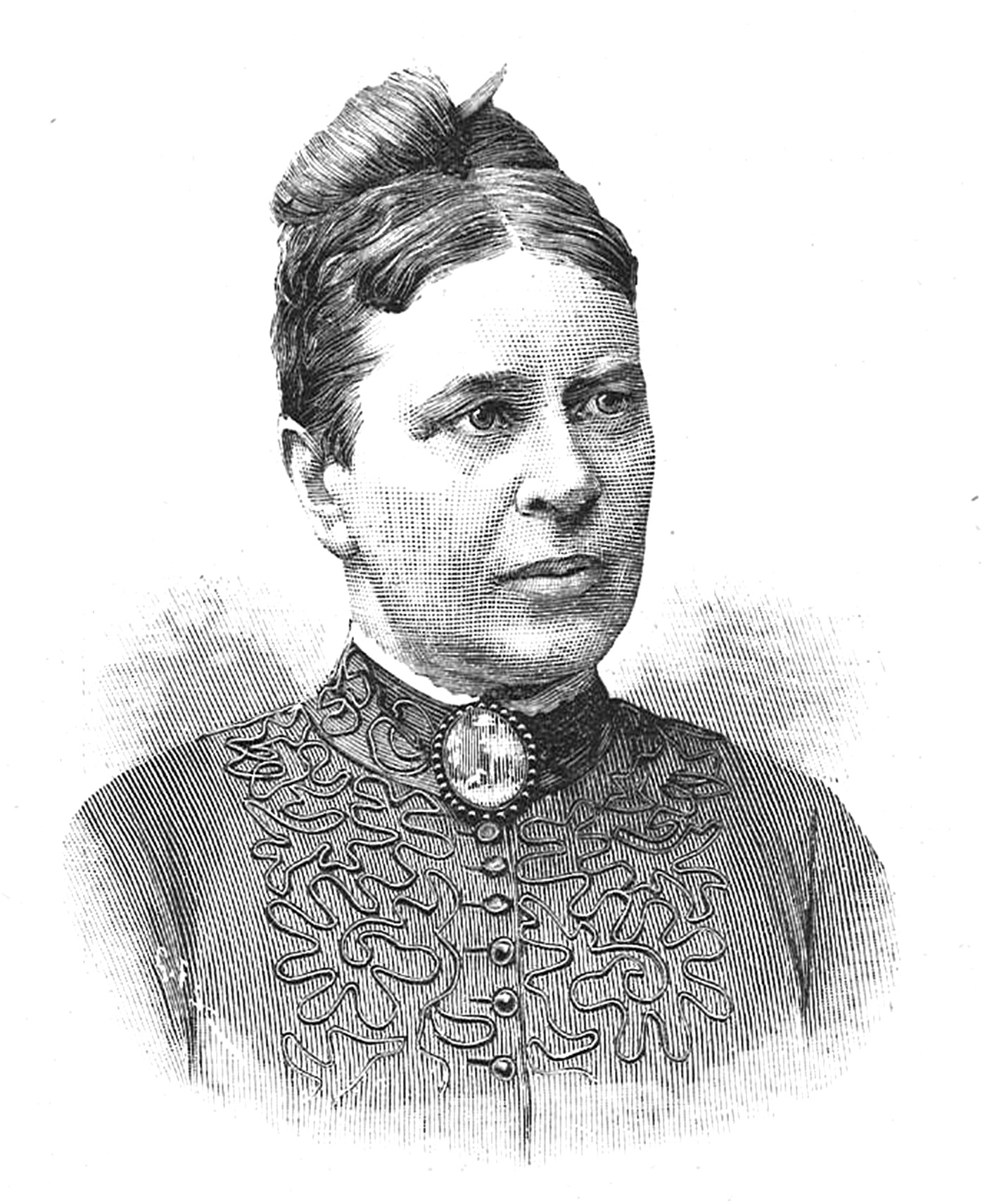
Wilma Lindhé cirka 1891.

Kvinnonamnet Vilma/Wilma är en kortform av Vilhelmina, bildat av orden vilja och hjälm. Namnet har använts i Sverige sedan mitten av 1800-talet.[källa behövs]
Namnet ökade extremt i popularitet i slutet av 1990-talet och början av 2000-talet och var verkligen ett av den tidens stora modenamn. Något som illustrerar namnets snabba ökning är att 1994 fick 58 personer namnet, fem år senare var det nästan tusen.[källa behövs] Orsaken till ökningen antas vara TV-serien Skärgårdsdoktorn där dottern i serien, spelad av Ebba Hultkvist, bar namnet Wilma. En annan fiktiv person med detta namn är mamman i Familjen Flinta. 
Den 31 december 2017 fanns det totalt 18 273 personer i Sverige med namnet Vilma/Wilma varav 15 521 med det som tilltalsnamn.
2007 var Vilma/Wilma det vanligaste namnet på nyfödda flickor. 2017 gavs namnet till 556 flickor vilket gjorde det till det 10:e mest populära namnet det året.
Namnsdag i Sverige: 26 maj, (1993-2000: 29 januari). I den finlandssvenska namnsdagslängden har Wilma namnsdag 26 maj sedan 2010.

## Personer med namnet Vilma
- Wilma De Angelis, italiensk sångare
- Vilma Bánky, ungersk-amerikansk skådespelare
- Vilma Davidsson, svensk sångerska
- Wilma Florice, svensk skådespelare
- Wilma Lindhé, svensk författare
- Wilma Malmlöf, svensk skådespelare
- Wilma Neruda, tysk-dansk violinist
- Vilma Rogsten-Zammel, svensk skådespelare
- Wilma Rudolph, amerikansk friidrottare
- Wilma Stockenström, sydafrikansk författare

### Fiktiva personer med namnet Vilma
- Wilma Flinta
- Wilma Steen